# André Testut
André Testut, monaški dirkač Formule 1, * 13. april 1926, Lyon, Francija, † 24. september 2005, Lyon, Francija.
André Testut je pokojni monaški dirkač Formule 1. V svoji karieri je nastopil na dveh dirkah Formule 1, domačih Veliki nagradi Monaka v sezoni 1958 in Veliki nagradi Monaka v sezoni 1959, obakrat pa se mu z dirkalnikom Maserati 250F ni uspelo kvalificirati na dirko. Umrl je leta 2005.

## Popolni rezultati Formule 1
(legenda) (odebeljene dirke pomenijo najboljši štartni položaj, poševne pa najhitrejši krog, †-uvrščen kljub odstopu)
| Leto | Moštvo                 | Šasija        | Motor               | 1       | 2       | 3   | 4   | 5   | 6   | 7   | 8   | 9   | 10  | 11  | Prv | Toč |
| ---- | ---------------------- | ------------- | ------------------- | ------- | ------- | --- | --- | --- | --- | --- | --- | --- | --- | --- | --- | --- |
| 1958 | André Testut           | Maserati 250F | Maserati Straight-6 | ARG     | MON DNQ | NIZ | 500 | BEL | FRA | VB  | NEM | POR | ITA | MAR | -   | 0   |
| 1959 | Monte Carlo Auto Sport | Maserati 250F | Maserati Straight-6 | MON DNQ | 500     | NIZ | FRA | VB  | NEM | POR | ITA | ZDA |     |     | -   | 0   |